# Dibamus dalaiensis
Espèce
Dibamus dalaiensis est une espèce de sauriens de la famille des Dibamidae. 

## Répartition
Cette espèce est endémique de la province de Pouthisat au Cambodge.

## Étymologie
Son nom d'espèce, composé de dalai et du suffixe latin -ensis, « qui vit dans, qui habite », lui a été donné en référence au lieu de sa découverte, la ville de Phnom Dalai.

## Publication originale
- Neang, Holden, Eastoe, Seng, Ith & Grismer, 2011 : A new species of Dibamus (Squamata: Dibamidae) from Phnom Samkos Wildlife Sanctuary, southwestern Cardamom Mountains, Cambodia. Zootaxa, n. 2828, p. 58–68.